# Vinko Zevnik
Vinko Zevnik (partizansko ime Viktor Železnik), slovenski partizan in narodni heroj, * 28. julij 1914, Praše, † 28. oktober 1943, Ledine.

## Življenjepis
Viktor Zevnik je po končani osnovni šoli v Mavčičah občasno služil kot pastir, mlinarski delavec, zidar, čuvaj lovišča in bil tudi tihotapec živine iz Jugoslavije v Italijo. Leta 1941 so ga Nemci po jugoslovanski kapitulaciji aretirali, poslali v zbirno taborišče za izgnance v Šentvid pri Ljubljani in ga julija izgnali v Srbijo. V izgnanstvu je bil nekaj časa poljski delavec pri županu v vasi Dobračevo blizu Užičke Požege. Že po prvih odporniških akcijah se je povezal s partizani, avgusta 1941 vstopil v Ariljsko četo, s katero je sodeloval v bojih s četniki pri vasi Pranjani in bil med organizatorji prve partizanske skupine slovenskih izgnancev, ki se je priključila Požeški četi Užičkega odreda. Novembra 1941 je bil sprejet v KPJ, imenovan za vodnika v novoustanovljeni Slovenski četi Ivan Cankar in se udeležil bojev v obrambi Užica. Po umiku Slovenske čete v Bosno, kjer se je ta priključila prvi proletarski brigadi NOPOJ (ustanovljena 22. decembra 1941 v vasi Rudo), je Zevnik sodeloval v bojih med 2. sovražnikovo ofenzivo. Februarja 1942 so ga skupaj s preostalimi borci iz ukinjene Slovenske čete vključili v zaščitno četo VŠ NOV in POJ. Od tu je bil po lastni želji premeščen nazaj v Ariljsko četo, kjer je ostal do julija 1942. Tedaj je prišla v VŠ NOV in POJ prva patrulja slovenskih partizanov, s katero se je avgusta 1942 vrnil v Slovenijo in bil dodeljen v Tomšičevo brigado. Konec leta 1942 je bil premeščen v zaščitno četo glavnega poveljstva slovenskih partizanskih čet in imenovan za vodjo desetine. Avgusta 1943 je bil v zaščitnem vodu Pokrajinskega komiteja KPS za Gorenjsko. Po kapitulaciji Italije je postal poveljnik 3. bataljona novoustanovljene Vojkove brigade. Ob nemškem prodoru v Sp. Idrijo 28. oktobra 1943 ga je v Ledinah hudo ranil minometni izstrelek; na poti v bolnico je ranam podlegel. Z redom narodnega heroja je bil odlikovan 1951.

## Zunanje Povezave
- Ferenc Tone. »Zevnik Vinko«. Slovenski biografski leksikon. Ljubljana: ZRC SAZU, 2013 – prek Slovenska biografija.